# آینه ونوس (گیاه)
آینه ونوس (نام علمی: Legousia speculum-veneris) نام یک گونه از سرده آینه ونوس است.